# 대전광역시서울사무소
대전광역시서울사무소(大田廣域市-事務所)는 서울에 소재하는 중앙행정기관과 긴밀한 협조체제를 구축하고 기업의 유치와 지역생산품의 국내·외 판로개척 지원 및 국제교류 업무의 효율적인 추진을 위하여 대전광역시청 산하에 설치한 사업소이다.
사무소장은 지방서기관으로 보한다.

## 연혁
- 1997년 2월 1일: 대전광역시서울사무소 설치

## 조직
소장
- 사무장
- 서울비지니스지원센터